# Stanisław Piwowar
Stanisław Piwowar (ur. 30 czerwca 1920 w Warszawie, zm. 22 września 2010 tamże) – polski inżynier, specjalista w dziedzinie spawalnictwa.

## Życiorys
Po ukończeniu w 1938 roku Państwowej Szkoły Średniej Technicznej Kolejowej pracował jako kontroler w narzędziowni Instytutu Tele- i Radiotechnicznego. Po wybuchu II wojny światowej kontynuował naukę na tajnych kursach Szkoły Wawelberga i Rotwanda. Był zaangażowany w działalność Związku Walki Zbrojnej (ZWZ). Po aresztowaniu w 1942 roku został wywieziony do Austrii na roboty. Za zgodą ZWZ rozpoczął tam naukę na Politechnice Wiedeńskiej.
Po powrocie do kraju kontynuował naukę na Wydziale Mechanicznym Politechniki Warszawskiej, gdzie od 1951 roku był młodszym asystentem w rozpoczynającej działalność i kierowanej przez prof. Zygmunta Dobrowskiego, Katedrze Spawalnictwa. W 1952 roku obronił pracę dyplomową i uzyskał tytuł magistra inżyniera. Powierzono mu opracowanie wykładów i zajęć laboratoryjnych z nowego przedmiotu „Metalurgia procesów spawalniczych”, który wykładał do końca pracy zawodowej.
Poza pracą naukową od 1952 roku przez trzy lata piastował funkcję głównego spawalnika w Warszawskich Zakładach Budowy Urządzeń Przemysłowych im. Ludwika Waryńskiego.
W 1961 roku obronił pracę doktorską i uzyskał etat docenta, trzy lata później przedstawił pracę habilitacyjną. Materiały do obu prac gromadził podczas badań w hucie „Baildon”, Instytucie Spawania Elektrycznego im. Patona przy Politechnice Kijowskiej oraz w Moskiewskiej Wyższej Szkole Technicznej im. Baumana. Ich wynikiem było wdrożenie produkcji stali kwasoodpornej, w której zmniejszono zawartość niklu na rzecz manganu i azotu. Został wówczas wybrany na konsultanta do spraw spawalnictwa w Mazowieckich Zakładach Rafineryjnych i Petrochemicznych w Płocku. Funkcję tę pełnił do 1981 roku.

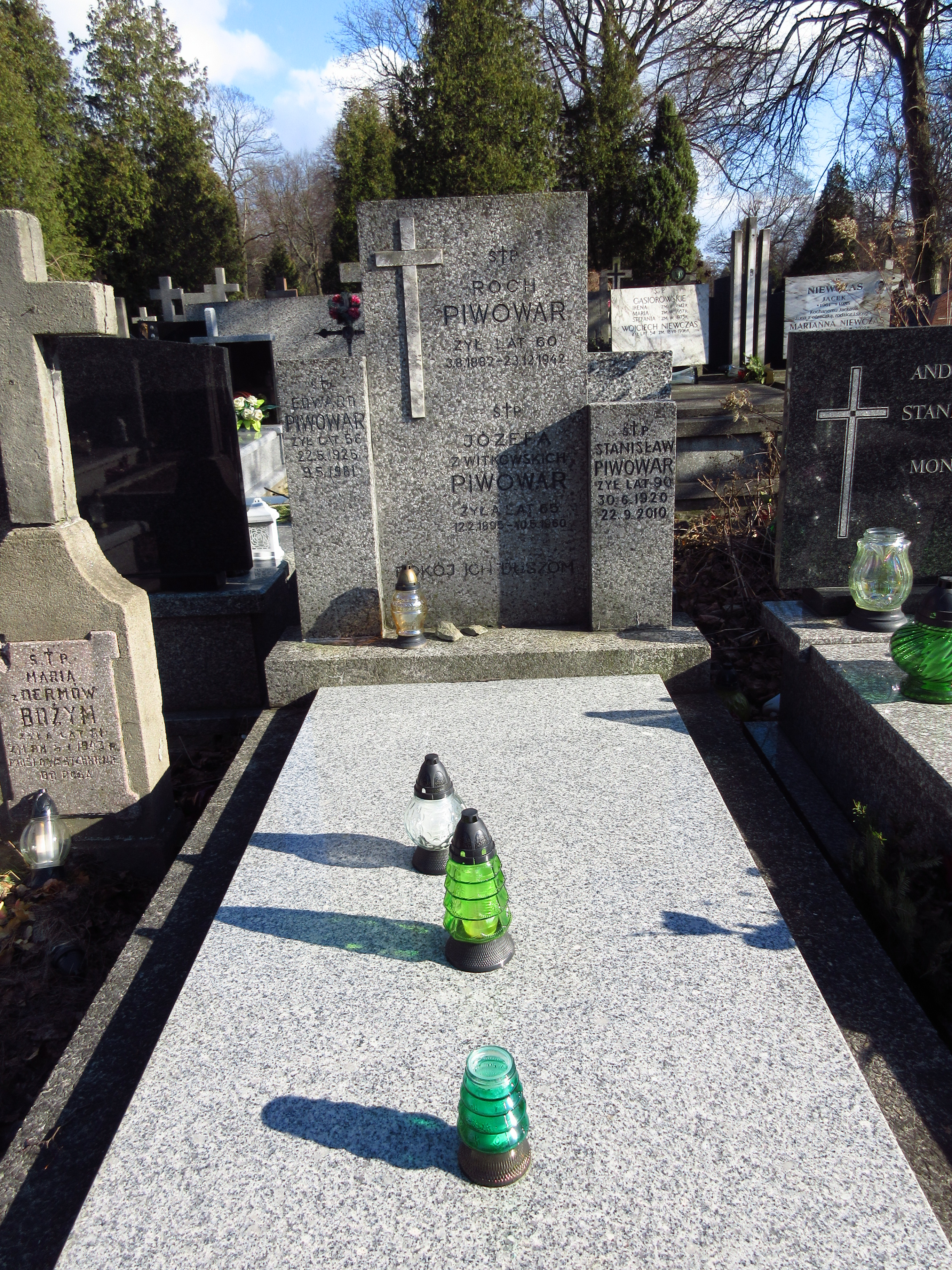
Grób profesora Stanisława Piwowara na Cmentarzu Bródnowskim.

Od roku 1964 do 1981 kierował Katedrą Spawalnictwa, w 1971 roku uzyskał tytuł profesora nadzwyczajnego. W latach 1975–1978 był dziekanem Wydziału Mechanicznego Technologicznego. W 1974 roku został wybrany na trzyletnią kadencję jako wiceprezydent Międzynarodowego Instytutu Spawalnictwa i zorganizował w Warszawie kongres tej organizacji.
W 1981 przeszedł na emeryturę, ale pozostał aktywny zawodowo. Uczestniczył w działalności Zakładu Inżynierii Spajania, biorą udział w seminariach, jubileuszach, a także w posiedzeniach Rady Wydziału Inżynierii Produkcji. Przez wiele lat piastował funkcję prezesa Sekcji Spawalniczej SIMP, w 1998 uzyskał członkostwo honorowe i tytuł honorowego prezesa tej sekcji.
Jako visiting professor wykładał w Toronto, Akwizgranie, a także przebywał siedemnaście miesięcy w Japonii, w Osace i Sendai, gdzie prowadził prace badawcze i wykładał metalurgię spawania.
Po powrocie do Polski stał się popularyzatorem kultury japońskiej. Od 1985 roku przez siedem lat był prezesem Salonu Przyjaciół Japonii. W 1988 roku cesarz Japonii Hirohito uhonorował Stanisława Piwowara Orderem Wschodzącego Słońca Złote Promienie z Wstęgą. W 2000 otrzymał członkostwo honorowe Towarzystwa Polsko-Japońskiego.
Został pochowany na cmentarzu Bródnowskim w Warszawie (kw. 87A, rząd 4, grób 30).

## Publikacje
- Spawalnictwo
- Spawanie i zgrzewanie elektryczne
- Kontrola procesów spawalniczych
- Techniki wytwarzania. Spawalnictwo

## Odznaczenia
- Krzyż Kawalerski Orderu Odrodzenia Polski
- Medal Komisji Edukacji Narodowej
- Złote Odznaki SIMP i NOT
- Złota odznaka honorowa „Za Zasługi dla Warszawy”
- Medal im. Stanisława Olszewskiego
- Złota Odznaka „Zasłużony dla Politechniki Warszawskiej”
- Członek Honorowy SIMP[6]

## Ciekawostka
W 1968 odbyło się w Warszawie Biennale Rzeźby w Metalu, po którym pozostało w przestrzeni miasta wiele rzeźb plenerowych. Nie były konserwowane i część z nich ówczesne władze przeznaczyły na przetopienie w Hucie Warszawa, jedną z nich autorstwa Eweliny Michalskiej pt. „Dzwony Kampinosu” uratował prof. Stanisław Piwowar, który zlecił ustawienie jej przed gmachem Wydziału Inżynierii Produkcji Politechniki Warszawskiej przy ulicy Narbutta 85 w Warszawie.